# Tour DuPont
Le Tour DuPont est une ancienne course cycliste par étapes américaine disputée dans les États du Mid-Atlantic. Il a été organisé de 1991 à 1996 et devait son nom à son principal sponsor, DuPont. Il a succédé au Tour de Trump, disputé dans la même région en 1989 et 1990.
Lance Armstrong est le seul coureur parvenu à s'imposer à deux reprises, en 1995 et 1996, après avoir été deuxième lors des deux éditions précédentes. Raúl Alcalá a toutefois remporté l'une des deux éditions du Tour de Trump avant de s'imposer une fois dans le Tour DuPont.

## Palmarès
| Année | Vainqueur          | Deuxième           | Troisième      |
| ----- | ------------------ | ------------------ | -------------- |
| 1991  | Erik Breukink      | Atle Kvålsvoll     | Rolf Aldag     |
| 1992  | Greg LeMond        | Atle Kvålsvoll     | Stephen Swart  |
| 1993  | Raúl Alcalá        | Lance Armstrong    | Atle Kvålsvoll |
| 1994  | Viatcheslav Ekimov | Lance Armstrong    | Andrea Peron   |
| 1995  | Lance Armstrong    | Viatcheslav Ekimov | Andrea Peron   |
| 1996  | Lance Armstrong    | Pascal Hervé       | Tony Rominger  |